# Piskoř dálnovýchodní
Piskoř dálnovýchodní (Misgurnus anguillicaudatus) je sladkovodní ryba z čeledi sekavcovitých. Původem tento druh pochází ze Sibiře a ostatních částí asijského kontinentu. V současnosti se však nachází i v Evropě, Americe a Austrálii. Pro své vlastnosti se stal často chovanou rybou v akvakultuře i akvaristice. V Japonsku je dokonce ceněn jako tradiční pokrm. Stejně jako ostatní piskoři se vyznačuje citlivostí na změnu atmosférického tlaku a jeho chování tak dokáže do jisté míry předpovídat počasí.

## Vzhled
Pro tento druh je typickým znakem protáhlé a válcovité tělo, které dosahuje délky až 28 cm. Barevné varianty se liší od tmavě šedohnědých až po světle nažloutlé jedince. Na první pohled je zřetelné skvrnité mramorování na většině povrchu těla, které zasahuje i do krátkých zaoblených ploutví. Spodní část těla je stříbřitá a beze skvrn. V hlavové oblasti si pak můžeme povšimnout pěti párů výrazných vousků. U piskořů se vyskytuje pohlavní dimorfismus. Samice jsou o něco větší a těžší a samci mají zvětšený druhý paprsek prsních ploutví, který tvoří strukturu zvanou lamina circularis.

## Biologie
Piskoři jsou mírumilovné a aktivní ryby žijící převážně bentickým způsobem. Preferují jemný pískovitý nebo bahnitý substrát, který v případě nebezpečí využívají k úkrytu. Jsou to všežravci, kteří vyhledávají hlavně řasy, larvy hmyzu, měkkýše, korýše a jiné bezobratlé živočichy žijící u dna. Najít je můžeme v řekách, jezerech i rybnících. Nemají vysoké nároky na kvalitu vody a jedná se tak o velmi odolný druh. Zajímavou schopností ryb rodu Misgurnus je přijímání kyslíku nejen pomocí žaber, ale i vstřebáváním sliznicí střeva do krevního oběhu. Právě díky této skutečnosti se jedná o druh, který je schopný odolávat řadě nepříznivých faktorů. Piskoři se obvykle poprvé třou kolem druhého až třetího roku života. Samec se přichytí k hřbetní ploutvi samice a utvoří kolem jejího těla prstenec. Vše probíhá v husté vegetaci. Rozmnožovat se mohou i nepohlavně. Konkrétně byla u piskořů zpozorována tzv. gynogeneze, kdy k vzniku nového jedince jsou sice zapotřebí samčí pohlavní buňky, ale nedochází ke splynutí s vajíčkem a mláďata tedy nesou genetickou informaci pouze od matky. V případě náhlého výkyvu atmosférického tlaku se jinak klidné chování piskořů změní v nekontrolovatelné záškuby tělem. Pro tento aspekt chování byl piskoř v dřívějších dobách využíván k předpovídání počasí a v angličtině získal název „Weather Loach“.
| parametr     | hodnota    |
| ------------ | ---------- |
| teplota      | 16 - 24 °C |
| pH           | 6,3 - 7,5  |
| tvrdost vody | 5 - 10 dGH |

## Výskyt
České druhové jméno tohoto živočicha napovídá místo jeho původního výskytu. Pochází z oblasti Sibiře až po Vietnam včetně Japonských ostrovů. Byl zavlečen do dalších částí Asie, Havaje, USA, Austrálie, Latinské Ameriky a Evropy.  V řadě zemí byl záměrně nebo omylem vypuštěn z umělých podmínek do volné přírody, a proto je některými státy označován za invazní druh. V USA je jeho výskyt hlášen v 22 státech  a to mimo jiné i v jednom z Velkých jezer, v Michiganu. V Evropě byl hlášen v Německu, Itálii, Španělsku a Nizozemsku. V České republice nebyl zaznamenán, ale můžeme se zde setkat s jeho příbuzným piskořem pruhovaným.

## Význam
Piskoř dálnovýchodní si získal ohlas především v Japonsku, kde je mimo okrasné akvakultury chován i na maso, které má vysokou nutriční hodnotu a je využíváno čínskou medicínou. Zároveň je nápomocen rybářům jako návnada nebo pěstitelům na rýžových polích, které zbavuje plevele. Mezi negativní dopady způsobené neuváženým vypuštěním piskoře do volné přírody patří vytlačování původních druhů a přenášení nejrůznějších chorob.